# 上海市虹口区第一中心小学
上海市虹口区第一中心小学簡稱虹口区第一中心小学，是中國上海市虹口區塘沽路與昆山路之間的一所小學。

## 歷史
1889年，一位英國人在密勒路創辦尤来旬学校。1890年學校由工部局接管，並改名汉璧礼蒙养学堂。1892年，學校在文监师路（蓬路）建造新校舍。1943年改名蓬路小学。1946年改名十六区中心国民学校。中共接管上海後改為現名。中共統治期間的首任校长是张琼。